# Nagroda Prezydenta Miasta Torunia
Nagroda Prezydenta Miasta Torunia – odznaczenie przyznawane przez Prezydenta Miasta Torunia za wkład w rozwój i promocję miasta, przyznawane przez Prezydenta Miasta Torunia. Przyznawana jest ona w następujących kategoriach: przedsiębiorczość, oświata, ochrona zdrowia, kultura i sztuka, kultura fizyczna, promocja miasta, troska o człowieka, ofiarność lub odwaga. Laureaci tej nagrody otrzymują statuetkę toruńskiego Flisaka oraz gratyfikację finansową.

## Wyróżnieni

### Lata 1996–2000
| 1996 | 1997 | 1998 | 1999 | 2000 |
| --- | --- | --- | --- | --- |
| - Alicja Grześkowiak - Ryszard Borucki - Jacek Budkiewicz - Witold Cerkaski - Alojzy Kowalski - Tadeusz Pastwa - Wojciech Piechota - Adolf Plewa - Lucyna Sowińska - Elżbieta Szczypińska | - Lucjan Broniewicz - Stanisław Duszyński - Krzysztof Grabowski - Czesław Jarmusz - ks. Edmund Jastak - Jadwiga Jastrząb - ks. Grzegorz Kamiński - dr Edward Krajewski - Leszek Szyszkowski | - Franciszek Czajkowski - ks. kanonik Andrzej Klemp - Jolanta Krawczyk - Janusz Kryszak - Krzysztof Liszcz - Danuta Maciejewska - Janusz Marzygliński - Bogdan Tołodziecki | - prof. dr hab. Barbara Chwirot - prof. dr hab. Andrzej Jamiołkowski - Henryk Pawłowski - Benedykt Rogalski - Czesław Sieńko - Siostra Zygmunta | - ks. Daniel Adamowicz - Janina Awgulowa - Roman Grucza - ks. prałat Stanisław Kardasz - Ryszard Kowalski - Zbigniew Królikowski - Jerzy Matyjek - Marek Wakarecy |

### Lata 2001–2005
| 2001 | 2002 | 2003 | 2004 | 2005 |
| --- | --- | --- | --- | --- |
| - Józefa Binnebesel - Piotr Grajnert - Bożena Jankowska - Jarosław Józefowicz - Kazimierz Musiałowski - prof. Aleksander Nalaskowski - Konrad Orzechowski - prof. Andrzej Wojciechowski | - prof. Bogusław Buszewski - dr Małgorzata Całbecka - Bożena Czerniewska - prof. Wiesław Domasłowski - dr Bohdan Dowbor - Piotr Gajdus - dr Waldemar Jędrzejczyk - Janina Mirończuk - Andrzej Piwoński - Jerzy Rutkowski - Dorota Zawacka-Wakarecy | - Sławomir Kruszkowski - Irena Matuszkiewicz - Elżbieta Malcer - Janina Ochojska - Elżbieta Olszewska - Ogniomistrz Marek Sikorski - Antonina Szulc | - Ołena Bożemska - Zbigniew Klonowski - Ryszard Kowalski - Henryk Miłoszewski - Andrzej Różalski - Anna Maria Staśkiewicz - Krzysztof Zaremba - Wojciech Zaguła | - Zbigniew Grochowski - prof. dr hab. Jan Kopcewicz - Hanna Kosińska - Mirosław Maurycy Męczekalski - Wojciech Sobieszak - Bogdan Sobkowski - Łucja Stalmirska - Jan Ząbik - Osada wioślarska AZS UMK |

### Lata 2006–2010
| 2006 | 2007 | 2008 | 2009 | 2010 |
| --- | --- | --- | --- | --- |
| - Joanna Borowicz i Karolina Szulc - Maciej Broczek - Agnieszka i Henryk Kasprzyccy - ks. dr Mariusz Klimek - Jolanta Michalak - Jerzy Rafalski i Piotr Majewski - Marek Rubnikowicz - dr Maria Skrzypek - Zbigniew Wiśniewski, Jarosław Kućko, Krzysztof Tarkowski, Ryszard Falk | - Aleksander Borkowski - dr Karola Ciesielska - Marek Fuerst - Piotr Nodzyński - Rafał Predenkiewicz - Grażyna Rutkowska-Kusa - Helena i Krzysztof Rzewuscy - dr Dorota Stankiewicz - Halina Zejfer | - dr hab. Grzegorz Jarzembski - Adam Nowak - Ewa Openchowska - Ilona Cichoń - Wojciech Maksymowicz - Grażyna Rumińska - ks. prałat Marek Rumiński - Mirosława Sobczyk | - Bernardeta Binnebesel - dr Kazimierz Bryndal - Artur Cieciórski - Jerzy Czapiewski - Ewelina Kacprzyk - dr Lech Nowak - Michał Staśkiewicz - dr Halina Ściesińska - mł. bryg. Janusz Woźniak | - Henryk Boś i Ilona Grzywaczewska - Iwona Chmielewska - Lech Grzelak - Jakub Gurczyński - Anna Lewandowska - Piotr Orłowski i Tadeusz Pająk - Karolina Paprocka - Anna Perdenia i Beata Bober |

### Lata 2011–2015
| 2011 | 2012 | 2013 | 2014 | 2015 |
| --- | --- | --- | --- | --- |
| - Teresa Behrendt - Marcin Dąbrowski , Sebastian Meszyński, Kamil Wyrąbkiewicz, Rafał Zieliński - Adam Dominikowski - Wojciech Kaczmarek - Zofia Kalisz - Sabina Leszczyńska - Roman Łysek i Łukasz Wojnowski - Arkadiusz Stańczyk | - Emilia Betlejewska - Marek Jackowski - Roman Kłosowski - Wojciech Łopaciński - Anita Nowak - Piotr Stypa - Andrzej Warot - Paweł Woźniak | - Stefan Czachowski i Dominik Nowak - Romuald Gierszal - Marta Jasińska-Sztela - Wiesława Kowalska - Zenon Nienartowicz - Piotr Olecki - Rafał Świechowicz - ks. Krzysztof Winiarski - Henryk Żołnowski | - mjr Ireneusz Bandura - Katarzyna Bilska - dr Iwona Gorczyńska - prof. dr hab. Andrzej Kowalczyk - Barbara Kwiatkowska - Kinga Litowska - Czesław Nosewicz - Elmedin Omanić - Adam Sośnicki - Anna Spandowska - dr Anna Szkulmowska - dr Maciej Szkulmowski - Jan Świerkowski - prof. Andrzej Tomczak - Jadwiga Wojciechowska - dr hab. Maciej Wojtkowski | - Dariusz Delik - Katarzyna Fiałkowska - Ryszard Gajewski (pośmiertnie) - dr med. Jacek Gessek - Zygmunt Jaczkowski - dr Tadeusz Ładniak - Andrzej Makowski - Katarzyna Minczykowska-Targowska - Łukasz Ozimek |

### Lata 2016–2017
| 2016 | 2017 |
| --- | --- |
| - Cezary Bartosiewicz - Jarosław Dumanowski - Ewa Frąckowiak - Katarzyna Jaworska - Jacek Kałamarski - Wojciech, Eliza, Wojtek i Łucja Łopaciński - Marta Łyczbińska - Katarzyna Krupa, Anna Kołodziejska, Agnieszka Świtajska, Krystian Rudziński, Wojciech Przybysz - Anna Magalska-Milczarczyk - Norbert Markowski - dr n. med. Roman Stankiewicz - Paweł Żywiecki | - Marzena Bogus-Serocka - Krzysztof Bruź - Zofia Kaczmarek - Zuzanna Kawa - Jan Konikiewicz - Karol Lejman - Krystyna Nowakowska - Małgorzata Rębiałkowska-Stankiewicz - Andrzej Ryczek - Bogdan Taczak - Rafał Urbański - Krzysztof Wachowiak - Sławomir Wierzcholski |